# MYCL1
MYCL1‏ (MYCL proto-oncogene, bHLH transcription factor) هوَ بروتين يُشَفر بواسطة جين MYCL1 في الإنسان.